# 11789 Kempowski
11789 Kempowski è un asteroide della fascia principale. Scoperto nel 1977, presenta un'orbita caratterizzata da un semiasse maggiore pari a 1,9514980 UA e da un'eccentricità di 0,0499934, inclinata di 21,44798° rispetto all'eclittica.